# Bahía Blanca
Bahía Blanca er en by i den østlige del af Argentina med et indbyggertal på ca. 299.000 (2019) indbyggere. Byen ligger i den sydvestlige del af provinsen Buenos Aires på landets Atlanterhavskyst.